# كانديس بينتو
كانديس بينتو (مواليد 12 مارس 1981) عارضة أزياء هندية وملكة جمال السياحة الدولية 2001. وهي منتظمة في أحداث الأزياء الرائدة مثل أسبوع الموضة في لاكمي وأسبوع الموضة في الهند، وتُعرض على العديد من أغلفة المجلات الهندية.

## نشأتها المبكرة والتعليم
ولدت كانديس بينتو في مومباي بالهند لعائلة كاثوليكية. هي من أصول نصف جوان ، نصف مانجالوريان  ولديها ثلاثة أشقاء. التحقت بمدرسة هولي كروس الثانوية (كورلا) وتخرجت من كلية مجتمع جنوب الهند للتعليم (SIES) في سيون، مومباي، حيث حصلت على درجة الماجستير في الاقتصاد.
كانت تستخدم في أيام دراستها الجامعية مع أخيها. على الرغم من أن عائلتها لا تريدها أن تواصل عرض الأزياء في البداية، إلا أنها ساعدتها على الدخول في مسابقة غلادراغز.

## مسيرته المهنية
أطلقت كانديس إلى الشهرة في سن 19 من عمرها، بعد فوزها بأول مسابقة ملكة جمال لها في مسابقة غلادراغز ميغا موديل السابعة التي عقدت في مارس 2000. وذهبت لتمثيل الهند في المسابقات الدولية مثل مسابقة ميغا موديل الدولية ومسابقة ملكة جمال إنتركونتيننتال التي عقدت في ألمانيا. أنهت كانديس العشرة الأوائل وفازت بجائزة «أفضل هيئة» في مسابقة أفضل عارضة الأزياء العالمية، التي عقدت في ميونيخ، ألمانيا في عام 2001. وفي العام التالي، أصبحت أول هندية تتوج ملكة جمال السياحة الدولية في ماليزيا. وملكة جمال الوجه الجديد 2002.
منذ ذلك الحين، كانديس حاضرة بشكل منتظم في فعاليات الأزياء الرائدة مثل أسبوع الموضة في Lakme و أسبوع الموضة الهندية، ويتم مشاهدته بانتظام على أغلفة المجلات الهندية.